# Sinka László
Sinka László (Budapest, 1954. január 20. –) magyar kézilabdázó, sportvezető, a Magyar Röplabda Szövetség volt főtitkára, a Magyar Kézilabda Szövetség korábbi főtitkára, majd elnöke, a Magyar Sportlövők Szövetségének jelenlegi főtitkára. 2007-ben az év sportvezetőjének választották, ugyanebben az esztendőben megkapta a Magyar Köztársaság Lovagkeresztjét, 2008-ban Százhalombatta Díszpolgárává választották, 2011-ben MOB-érdeméremmel, 2017-ben az ISSF Érdeméremmel, 2021-ben ESC Érdeméremmel tüntették ki.

## Pályafutása
Sportolói pályafutását kézilabdázóként kezdte, közel húsz évig játszott a százhalombattai DKSK csapatában. 1987-ben, 33 évesen megválasztották a Magyar Röplabda Szövetség főtitkárává, hat évig munkálkodott ebben a tisztségben. 1993-ban lett a Magyar Kézilabda Szövetség főtitkára, ezt a posztot egészen 2009-ig töltötte be, amikor is a szövetség elnökévé választották. Erről a posztról 2011-ben lemondott. 2015-től tölti be a Magyar Sportlövők Szövetségének főtitkári tisztségét. 1990-től tagja a Magyar Olimpiai Bizottságnak, 2005-től hét éven át az elnökség tevékenységében is részt vett. 1996-tól 2012. júniusáig az Európai Kézilabda Szövetség (EHF) végrehajtó bizottságának tagja volt. Az EHF tiszteletbeli tagja, a Magyar Kézilabda Szövetség tiszteletbeli elnöke.
2010-2019. között Százhalombatta alpolgármestere volt,  2008. óta a város díszpolgára.

## Magánélete
Születése óta Százhalombattán él. 1972-ben érettségizett Csepelen, öntő- és gépipari technikusi oklevelet szerzett. A Dunai Kőolajipari Vállalatnál dolgozott üzemmechanikusként és műszakvezetőként. A Testnevelési Főiskola sportszervező szakára is járt, beiratkozott az Államigazgatási Főiskolára. Közgazdász diplomája van. Beszél angolul, oroszul és lengyelül. 1976-ban vette feleségül a szintén százhalombattai, az NB I-ben kézilabdázó Tóth Annát. Házasságukból egy fiú született, Tamás. Fia házasságából 2015-ben született unokája, Sinka Miron.

## Díjai
- Kemény Ferenc-díj (1996)[2]
- A Magyar Köztársasági Érdemrend lovagkeresztje (polgári tagozat, 2007)[3]
- Az év sportvezetője (2007)[7]
- Százhalombatta Díszpolgára (2008)
- MOB Érdemérem (2011)[2]
- ISSF Érdemérem (2017)
- ESC Érdemérem (2021)